# Live: Take No Prisoners
Live: Take No Prisoners är den amerikanske musikern Lou Reeds tredje livealbum. Det spelades in under en vecka i maj 1978 på New York's Bottom Line och gavs ut senare samma år. Albumet utmärker sig främst för Reeds långa, ofta humoristiska monologer mellan låtarna.

## Låtlista
Samtliga låtar skrivna av Lou Reed.
1. "Sweet Jane" - 10:44
2. "I Wanna Be Black" - 6:29
3. "Satellite of Love" - 7:07
4. "Pale Blue Eyes" - 7:37
5. "Berlin" - 6:14
6. "I'm Waiting for My Man" - 13:59
7. "Coney Island Baby" - 8:39
8. "Street Hassle" - 13:16
9. "Walk on the Wild Side" - 16:54
10. "Leave Me Alone" - 7:28

## Medverkande
- Lou Reed - synthesizer, gitarr, sång
- Ellard Bowles - synthesizer, bas, gitarr, sång
- Christine Faith - sång
- Marty Fogel - saxofon
- Michael Fonfara - keyboards, elpiano
- Stuart Heinrich - gitarr, sång
- Angela Howell - tamburin, sång
- Michael Suchorsky - trummor